# Victor Vroomkoning
Victor Vroomkoning (Boxtel, 6 oktober 1938) is een Nederlands dichter.

## Biografie
Hij werd als Walter van de Laar geboren, tegelijk met zijn tweelingzus. Zijn moeder was een Antwerpse vluchtelinge uit de Eerste Wereldoorlog, zijn vader brood- en banketbakker, geboren in Velddriel. Vroomkoning groeide op in Boxtel, bezocht kort het internaat Immaculatae Conceptionis te Venray en volgde de HBS-A opleiding aan het Sint-Joriscollege te Eindhoven. Hij behaalde MO-A en -B Nederlandse Taal- en Letterkunde, respectievelijk in Tilburg en Arnhem en behaalde daarna zijn doctoraal aan de Radboud Universiteit Nijmegen in 1978. In 1998 studeerde hij aan dezelfde universiteit cum laude af in filosofie.
Hij was van 1967 tot en met 1999 werkzaam in het middelbaar en hoger beroepsonderwijs.
Vroomkoning publiceerde in alle toonaangevende literaire tijdschriften in Nederland en Vlaanderen, bovendien werden/ worden zijn gedichten vaak gebloemleesd. Vanaf zijn debuut in 1983 (De einders tegemoet, De Stiel) verschenen 20 bundels waarvan een (Lippendienst, AP) onder het heteroniem Stella Napels. In 2006 verscheen Ommezien (AP), een overzicht van zijn oeuvre tot dan toe. Van 2006-2008 was hij stadsdichter van Nijmegen, zijn huidige woonplaats. Hij geeft poëzieworkshops, houdt voordrachten, beoordeelt gedichten, wordt als jurylid betrokken bij het toekennen van (poëzie) prijzen.
Hij stond aan de wieg van de Wintertuin (Arnhem-Nijmegen), van het Vlaams Cultureel Kwartier, was lid van de Werkgroep Literaire Bakens Nijmegen en is lid van het Stedelijk Netwerk Nijmegen. Hij schrijft regelmatig in opdracht en werkt samen met kunstenaars. Ter gelegenheid van zijn 80ste verjaardag verschenen in 2019 een boek over zijn werk (Intiem bestaan, Flanor) en een bloemlezing met zijn mooiste gedichten (Tachtig, AP). In 2023 verscheen Dichter en dichter bij Nijmegen ( Roelants) waarin ook zijn opgenomen de gedichten die Vroomkoning als stadsdichter schreef en tevens het verhaal Circuit des Souvenirs. Ook in 2023 zag Heimwee, het spoor van Victor Vroomkoning het licht, een documentaire van Els Dinnissen. Voor zijn gedichten ontving hij onder andere de Pablo Nerudaprijs (1983), de Karel de Groteprijs (2005), en de Publieksprijs voor de beste dichtbundel 2006 (Stapelen, AP).
Hij was getrouwd met Inge Gorris, heeft twee kinderen en drie kleinkinderen.

## Bibliografie

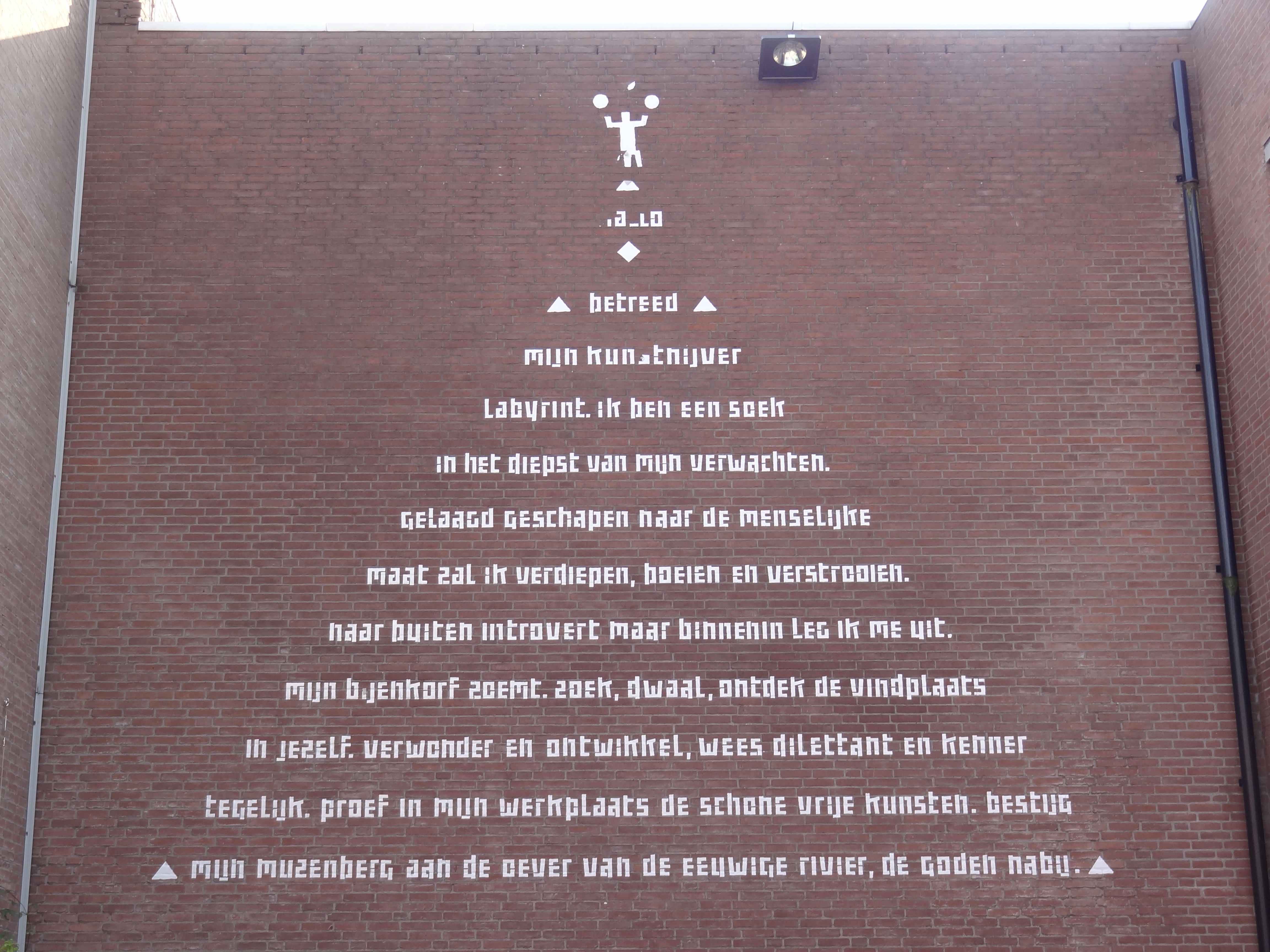
Muurgedicht van Vroomkoning in Nijmegen

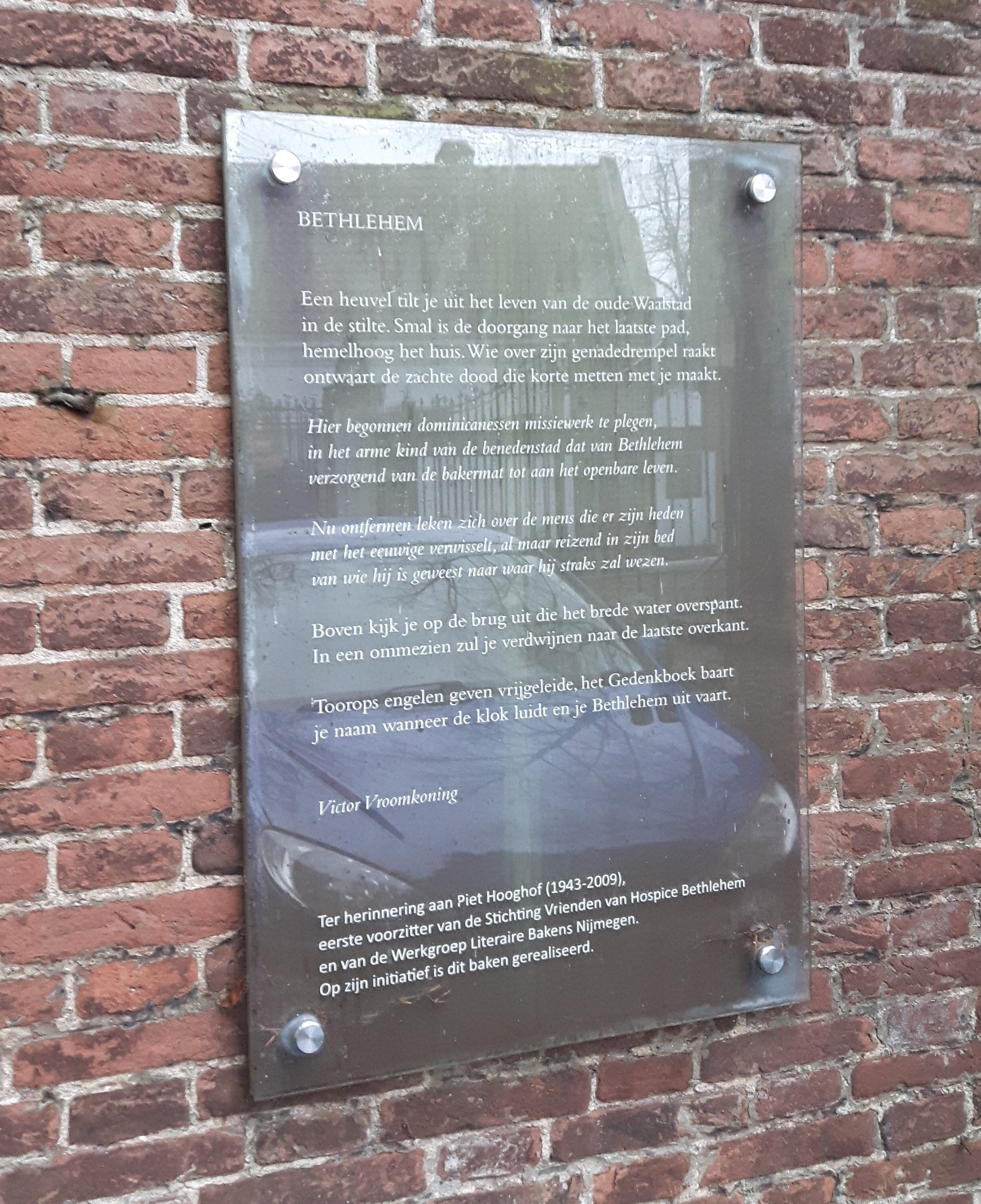
Muurgedicht van Vroomkoning in Nijmegen

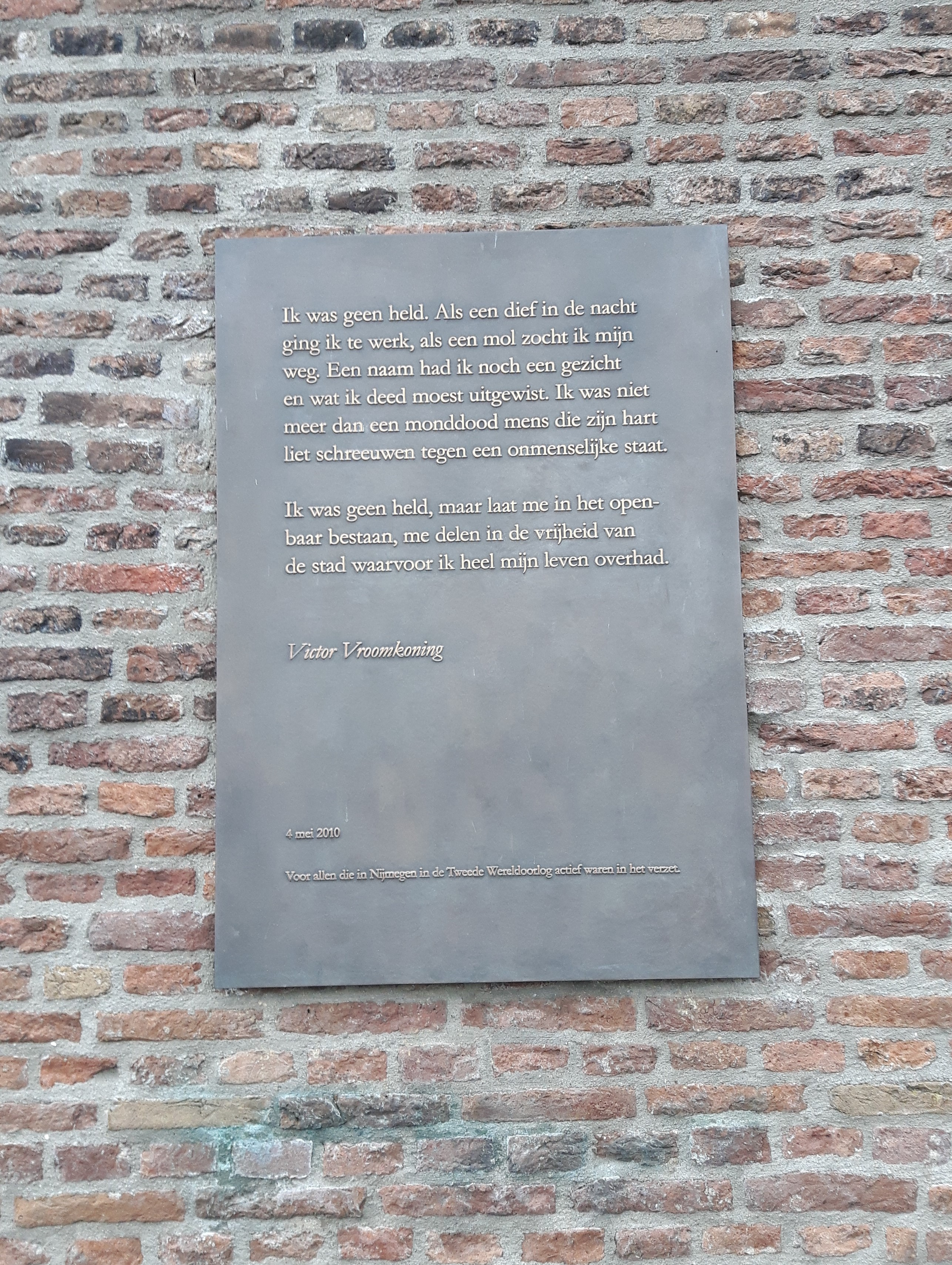
Muurgedicht van Vroomkoning in Nijmegen

## Over Victor Vroomkoning
- Els Dinnissen: Heimwee, het spoor van Victor Vroomkoning, documentaire. Première in Arthouse Lux, 29 oktober Nijmegen 2023
- Riny Jans: Intiem bestaan. Over de poëzie van Victor Vroomkoning. Nijmegen, Flanor, 2019. ISBN 9789492432070
- Overzichtsartikel van Michiel van Kempen, 'Victor Vroomkoning.' In: Kritisch Lexicon van de Moderne Nederlandstalige Literatuur, no. 45, mei 1992. (biografie, beschouwing, primaire en secundaire bibliografie)

- Bibliothèque nationale de France: cb13564880b (data)
- Gemeinsame Normdatei: 13693109X
- International Standard Name Identifier: 0000 0001 2025 4209
- Library of Congress Control Number: n96033269
- Nederlandse Thesaurus van Auteursnamen: 073856185
- Système universitaire de documentation: 261691228
- Virtual International Authority File: 49389592
- WorldCat: E39PBJgHgF7CXY9WmCVKKhgh73